# Asparagus fractiflexus
Asparagus fractiflexus — вид рослин із родини холодкових (Asparagaceae).

## Біоморфологічна характеристика
В'юнкий багаторічник 100 см заввишки.

## Середовище проживання
Ареал: ПАР.